# Uktenadactylus

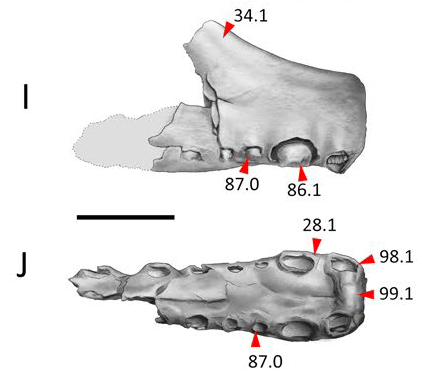
Het holotype

Uktenadactylus is een geslacht van uitgestorven pterosauriërs, behorend tot de groep van de Pterodactyloidea, dat leefde tijdens het Vroeg-Krijt in het gebied van het huidige Noord-Amerika.
In 1994 benoemde Yuong-Nam Lee een in 1992 in de Paw Pawformatie uit het Albien van Texas, 100-97 miljoen jaar oud, in Tarrant County opgegraven stuk snuit, holotype SMU 73058 (Shuler Museum of Paleontology, Southern Methodist University te Dallas), als een aparte soort van het geslacht Coloborhynchus: Coloborhynchus wadleighi. De soortaanduiding eert Chris Wadleigh, de man die het fossiel vond. De toewijzing aan Coloborhynchus was gebaseerd op Lees conclusie dat beide vormen een middenkam op de snuit hadden en het volgen van David Unwins analyse uit 1991 dat bij C. clavirostris de voorste drie tanden meer zijwaarts uitstaken in een verbrede snuitpunt, net als nu bij C. wadleighi het geval bleek, en dat juist dit een voldoende reden was het geslacht te onderscheiden van het geslacht Criorhynchus waarmee de meeste onderzoekers het eerder gelijk hadden gesteld.
Deze herleving van het geslacht Coloborhynchus leidde ertoe dat ook veel nieuw ontdekte en benoemde Zuid-Amerikaanse vormen door Europese onderzoekers naar soorten van Coloborhynchus hernoemd werden. Dit stuitte op weerstand van Zuid-Amerikaanse onderzoekers. In 2009 stelde de invloedrijke Braziliaanse paleontoloog Alexander Kellner dat de naam Coloborhynchus beperkt moest blijven tot de typesoort C. clavirostris en hij benoemde hierom voor C. wadleighi een eigen geslacht: Uktenadactylus. De geslachtsnaam verwijst naar Uktena, een wezen uit de mythologie van de Cherokee, in de vorm van een dodelijke gehoornde reuzenslang met een stralende kam op het hoofd, en verbindt dit met een Klassiek Grieks daktylos, 'vinger', sinds Pterodactylus een gebruikelijk element in pterosauriërnamen.
Het fossiel is ongeveer vijftien centimeter lang en bestaat uit de voorkant van de snuit met de premaxilla en een stukje van de maxilla. Boven op de snuit is de aanzet van een schedelkam aanwezig die geleidelijk naar boven kromt en op het punt waar het fossiel afbreekt een hoogte vanaf de onderste kaaklijn bereikt heeft van 7,5 centimeter en in dikte versmalt is naar vier millimeter. De snuit verbreedt naar voren toe. Links zijn nog acht tandkassen aanwezig, rechts zes. Het eerste paar tanden bevindt zich in de platte voorrand van de schedel en steekt bijna recht naar voren. De tanden namen kennelijk van voren naar achteren in grootte toe tot het met het derde paar, waarvan de tandkassen een doorsnede hebben van 17,6/17,7 millimeter. Het vierde paar is plots veel kleiner met een doorsnede van maar ongeveer 41% van het derde paar. Daarachter nemen de tanden weer geleidelijk in grootte toe. De verbreding van de snuit vooraan diende dus als een rozet met grijptanden. Volgens Kellner zijn er twee unieke kenmerken, autapomorfieën, van de soort: een ovale inzinking midden boven het eerste paar tandkassen en een inzinking op de onderkant van de schedel midden tussen het tweede paar tanden, een mogelijk pneumatisch foramen.
Kellner ziet één duidelijke overeenkomst tussen Coloborhynchus clavirostris en Uktenadactylus: het tweede en derde paar tanden zijn zeer veel groter dan de overige. Hij ziet echter, behalve de bovengenoemde autapomorfieën, ook duidelijke verschillen; zo begint de schedelkam bij C. clavirostris helemaal vooraan de snuit en staan het tweede, derde en vierde paar tanden er veel verder van de middenlijn terwijl het vijfde en zesde paar er juist veel dichter op staan. Ook is de middengroeve in het verhemelte bij C. clavirostris dieper terwijl er vooraan ook nog twee ondiepe groeven links en rechts van de opstaande rand van het verhemelte lopen en bevindt de inzinking in de snuit zich onder het niveau van de tankassen. Bepaalde eigenschappen delen beiden met Siroccopteryx, zoals de dikte van de kam, het relatief groter zijn van het tweede en derde paar — wat bij Siroccopteryx minder extreem het geval is — en het feit dat de snuit een rechte voorkant heeft waardoor de verbreding van de schedel een vierkante vorm krijgt. Zijn conclusie is dat de drie geslachten, Coloborhynchus, Siroccopteryx en Uktenadactylus, nauw aan elkaar verwant zijn en een, verder onbenoemde, kleinere groep vormen binnen de grotere groep van de Anhangueridae, maar dat er, mede gezien het verschil in geologische leeftijd van zo'n tien tot misschien wel dertig miljoen jaar (afhankelijk van de precieze datering van C. clavirostris), geen reden is Coloborhynchus en Uktenadactylus niet apart te houden.
Gezien de beperkte resten kan over de bouw en levenswijze van Uktenadactylus maar weinig met zekerheid gezegd worden. Vermoedelijk was het een soort van aanzienlijke omvang met een vleugelspanwijdte van ruwweg zes meter die wellicht een gespecialiseerde zwever en viseter was.